# Daniel Sarafian
Daniel Sarafian Gantman, ou simplesmente Daniel Sarafian (São Paulo, 21 de agosto de 1982) é um lutador de MMA brasileiro, que compete categoria dos Pesos Médios. Lutador de MMA profissional desde 2006, Sarafian lutou principalmente no Brasil e nos Estados Unidos, incluindo uma participação no Bellator Fighting Championships.

## Carreira no MMA
Sarafian começou a treinar artes marcias aos cinco anos com seu avô, que era faixa preta em judô. Sarafian teve aulas de judô até os dez anos quando começou a treinar Karatê. Aos dezesseis anos ele começou a treinar jiu-jitsu. Depois de completar o ensino médio e sendo constantemente atormentado por estar acima do peso, Sarafian começou a trabalhar fora e treinar MMA. Depois de algumas aulas de MMA, Sarafian "apaixonou-se por lutar".[carece de fontes?]
A estreia profissional de Sarafian foi no Predador FC 2 contra Jorge Luis Bezerra, vencendo a luta por finalização no terceiro round. Em sua próxima luta, ele concordou em lutar contra o veterano Mike Whitehead. Sarafian perdeu a luta por decisão unânime. Após sua luta com Whitehead, Sarafian foi convidado a lutar no District Combat Promotions, uma promoção pequena com sede nos Estados Unidos. Sarafian venceu a luta por finalização (chave de braço) no terceiro round.
Sarafian permaneceu nos Estados Unidos e lutou em uma promoção no Texas, o Xtreme Fight Championship. Ele lutou contra Cedric Marks e venceu a luta por finalização no primeiro round. Sarafian, em seguida, assinou um contrato de uma luta com o Bellator Fighting Championships para competir no card da primeira luta da sua temporada inaugural. Sarafian lutou contra Gary Padilla, perdendo no segundo round por nocaute técnico. Sarafian acumulou quatro vitórias consecutivas antes de assinar com o The Ultimate Fighter.

### The Ultimate Fighter
Em março de 2012, Sarafian foi um dos 32 selecionados para as eliminatórias do The Ultimate Fighter: Brasil. Sarafian derrotou Richardson "Monstrão" Moreira por decisão depois de dois rounds, conseguindo a entrada para a casa e se tornando um membro oficial.
Sarafian foi o terceiro escolhido (sexto no geral) por Vitor Belfort para participar do Time Vitor. Na primeira luta dos Pesos Médios da edição, Sarafian foi selecionado para lutar contra Renee Forte. Sarafian dominou a luta e venceu por finalização (mata-leão) no segundo round.
Nas semifinais Sarafian foi selecionado para lutar contra Serginho Moraes. Sarafian venceu a luta no primeiro round por nocaute (joelhada voadora). A vitória garantiu Sarafian nas finais do torneio dos Pesos Médios, que aconteceu no UFC 147. No dia 18 de junho de 2012 foi anunciado que Sarafian não participaria mais da final do TUF no UFC 147 devido ao rompimento do tendão bíceps, o que fez ele passar por uma cirurgia. Sarafian deu lugar a Serginho Moraes.

### Ultimate Fighting Championship
Sarafian enfrentou CB Dollaway em 19 de janeiro de 2013 no UFC on FX: Belfort vs. Bisping, Dollaway venceu por decisão dividida.
Sarafian enfrentou Eddie Mendez em 8 de junho de 2013 no UFC on Fuel TV: Nogueira vs. Werdum, ele venceu por finalização no primeiro round com um triângulo de braço.
Sarafian enfrentou o seu ex-amigo e campeão do TUF Brasil 1 Cezar Mutante em 9 de novembro de 2013 no UFC Fight Night: Belfort vs. Henderson II. Ele perdeu por decisão dividida.
Sarafian fez sua estréia entre os meio médios em 14 de junho de 2014 no UFC 174 contra Kiichi Kunimoto. Ele perdeu por finalização no primeiro round.
Sarafian voltou aos médios e era esperado para enfrentar Dan Miller em 20 de dezembro de 2014 no UFC Fight Night: Machida vs. Dollaway. No entanto, Miller sofreu uma lesão e foi obrigado a deixar o card dando lugar ao estreante Antônio dos Santos Jr. No início do segundo round, dos Santos sofreu um deslocamento no dedo o que obrigou o árbitro a parar a luta e dar a vitória para Sarafian.
Sarafian era esperado para enfrentar Ricardo Abreu em 6 de junho de 2015 no UFC Fight Night: Cormier vs. Bader. Porém, uma lesão tirou Sarafian do evento, e ele foi substituído por Jake Collier.
Sarafian iria enfrentar Sam Alvey no UFC Fight Night: Cowboy vs. Cowboy. No entanto Alvey se lesionou e deu lugar ao jamaicano naturalizado nos Estados Unidos Oluwale Bamgbose em 21 de Fevereiro de 2016, no entanto, Sarafian perdeu no primeiro minuto de luta por nocaute.

#### Demissão do Ultimate Fighting Championship
Com apenas duas vitórias em seis lutas pela organização - uma delas por lesão do seu adversário, Junior Alpha -  Daniel Sarafian foi demitido no dia 27 de março de 2016

## Cartel no MMA
| Cartel no MMA   |             |            |
| 16 lutas        | 10 vitórias | 6 derrotas |
| Por nocaute     | 1           | 2          |
| Por finalização | 7           | 1          |
| Por decisão     | 2           | 3          |

| Res.    | Cartel | Oponente               | Método                            | Evento                                          | Data       | Round | Tempo | Local                        | Notas                          |
| ------- | ------ | ---------------------- | --------------------------------- | ----------------------------------------------- | ---------- | ----- | ----- | ---------------------------- | ------------------------------ |
| Vitória | 10-6   | Carlos Cachorrão       | Decisão (unânime)                 | ACB 82 São Paulo                                | 10/03/2018 | 3     | 5:00  | São Paulo                    |                                |
| Derrota | 9-6    | Oluwale Bamgbose       | Nocaute (chute na cabeça e socos) | UFC Fight Night: Cowboy vs. Cowboy              | 21/02/2016 | 1     | 1:00  | Pittsburgh                   |                                |
| Vitória | 9-5    | Antônio dos Santos Jr. | Nocaute Técnico (lesão no dedo)   | UFC Fight Night: Machida vs. Dollaway           | 20/12/2014 | 2     | 1:01  | Barueri                      |                                |
| Derrota | 8-5    | Kiichi Kunimoto        | Finalização (mata-leão)           | UFC 174: Johnson vs. Bagautinov                 | 14/06/2014 | 1     | 2:52  | Vancouver                    | Luta nos meio-médios           |
| Derrota | 8-4    | Cezar Mutante          | Decisão (dividida)                | UFC Fight Night: Belfort vs. Henderson II       | 09/11/2013 | 3     | 5:00  | Goiânia                      |                                |
| Vitória | 8-3    | Eddie Mendez           | Finalização (triângulo de braço)  | UFC on Fuel TV: Nogueira vs. Werdum             | 08/06/2013 | 1     | 2:20  | Fortaleza                    |                                |
| Derrota | 7-3    | CB Dollaway            | Decisão (dividida)                | UFC on FX: Belfort vs. Bisping                  | 19/01/2013 | 3     | 5:00  | São Paulo                    | Estreia no UFC. Luta da Noite. |
| Vitória | 7-2    | Ricardo Silva          | Finalização (mata-leão)           | Pretorian - Pretorian Hard Sports Grand Opening | 05/07/2011 | 1     | 4:01  | São Paulo                    |                                |
| Vitória | 6–2    | Gilklei Antonio Silva  | Finalização (socos)               | Blaze FC - Beginning                            | 26/02/2011 | 1     | 1:44  | Curitiba                     |                                |
| Vitória | 5-2    | Mauricio Alonso        | Decisão (unânime)                 | First Class Fight 5                             | 23/12/2010 | 3     | 5:00  | São Paulo                    |                                |
| Vitória | 4–2    | Yuri Villas Boas       | Finalização (triângulo)           | Hero Kombat 1                                   | 24/04/2010 | 1     | 2:14  | São Sebastião                |                                |
| Derrota | 3–2    | Gary Padilla           | Nocaute Técnico (socos)           | Bellator 1                                      | 03/04/2009 | 2     | 3:04  | Hollywood, Flórida           |                                |
| Vitória | 3-1    | Cedric Marks           | Finalização (triângulo)           | XFC - Texas Battleground                        | 27/02/2009 | 1     | 2:06  | Austin, Texas                |                                |
| Vitória | 2–1    | Lamont Lister          | Finalização (chave de braço)      | DCP - Battle at the Nation's Capital            | 13/12/2008 | 3     | 1:32  | Washington, D.C.             |                                |
| Derrota | 1-1    | Mike Whitehead         | Decisão (unânime)                 | PFP - Ring of Fire                              | 09/12/2007 | 3     | 5:00  | Cidade Quezon, Grande Manila |                                |
| Vitória | 1–0    | Jorge Luis Bezerra     | Finalização (guilhotina)          | PFC - Predador FC 2                             | 11/08/2006 | 3     | 0:43  | São Paulo                    | Estreia no MMA.                |